# Apricale
Apricale é uma comuna italiana da região da Ligúria, província de Impéria, com cerca de 607 habitantes. Estende-se por uma área de 19 km², tendo uma densidade populacional de 32 hab/km². Faz fronteira com Bajardo, Castelvittorio, Dolceacqua, Isolabona, Perinaldo, Pigna, Rocchetta Nervina, Sanremo.
Faz parte da rede das Aldeias mais bonitas de Itália.

## Demografia
| Variação demográfica do município entre 1861 e 2011                               |
|                                                                                   |
| Fonte: Istituto Nazionale di Statistica (ISTAT) - Elaboração gráfica da Wikipedia |